# جوناس كيندال
جوناس كيندال (بالإنجليزية: Jonas Kendall)‏ هو سياسي أمريكي، ولد في 17 أكتوبر 1757 في ليومنستر في الولايات المتحدة، وتوفي بنفس المكان في 22 أكتوبر 1844. حزبياً، نشط في الحزب الفيدرالي الأمريكي. وقد انتخب عضو مجلس نواب ماساتشوستس وانتخب عضو مجلس النواب الأمريكي.